# Кюлемборг
Кюлемборг (нід. Culemborg, нід. вимова: [ˈkyləmbɔr(ə)x] ( прослухати)) — місто в Нідерландах, у провінції Гелдерланд, на південному березі річки Лек. Має статус окремого  муніципалітету.

## Історія
Міська права отримав 1318 року. Довгий час був вільним містом, яке не належало до складу жодного із графств або герцогств Нідерландів.
1795 року місто було захоплене французькими військами, після відходу яких міський замок залишився у дуже поганому складі і був зруйнований. За декілька років місто увійшло до складу Батавської республіки, втративши свій автономний статус.
1868 року у місті був збудований залізничний міст через річку Лек, який декілька років утримував статус найдовшого моста Європи.

## Топографія
Нідерландська топографічна карта муніципалітету Кюлемборг, червень 2015 року

## Визначні уродженці
- Антоні ван Дімен (1593–1645) — Генерал-губернатор Нідерландської Ост-Індії[4]
- Ян ван Рібек (1619–1677) — діяч колоніального управління, засновник міста Кейптаун (ПАР)
- Отто ван Рес (1823–1892) — міністр і Генерал-губернатор Нідерландської Ост-Індії
- Ксандра Велзебур (2001) — шорт-трековичка, олімпійська чемпіонка

## Галерея

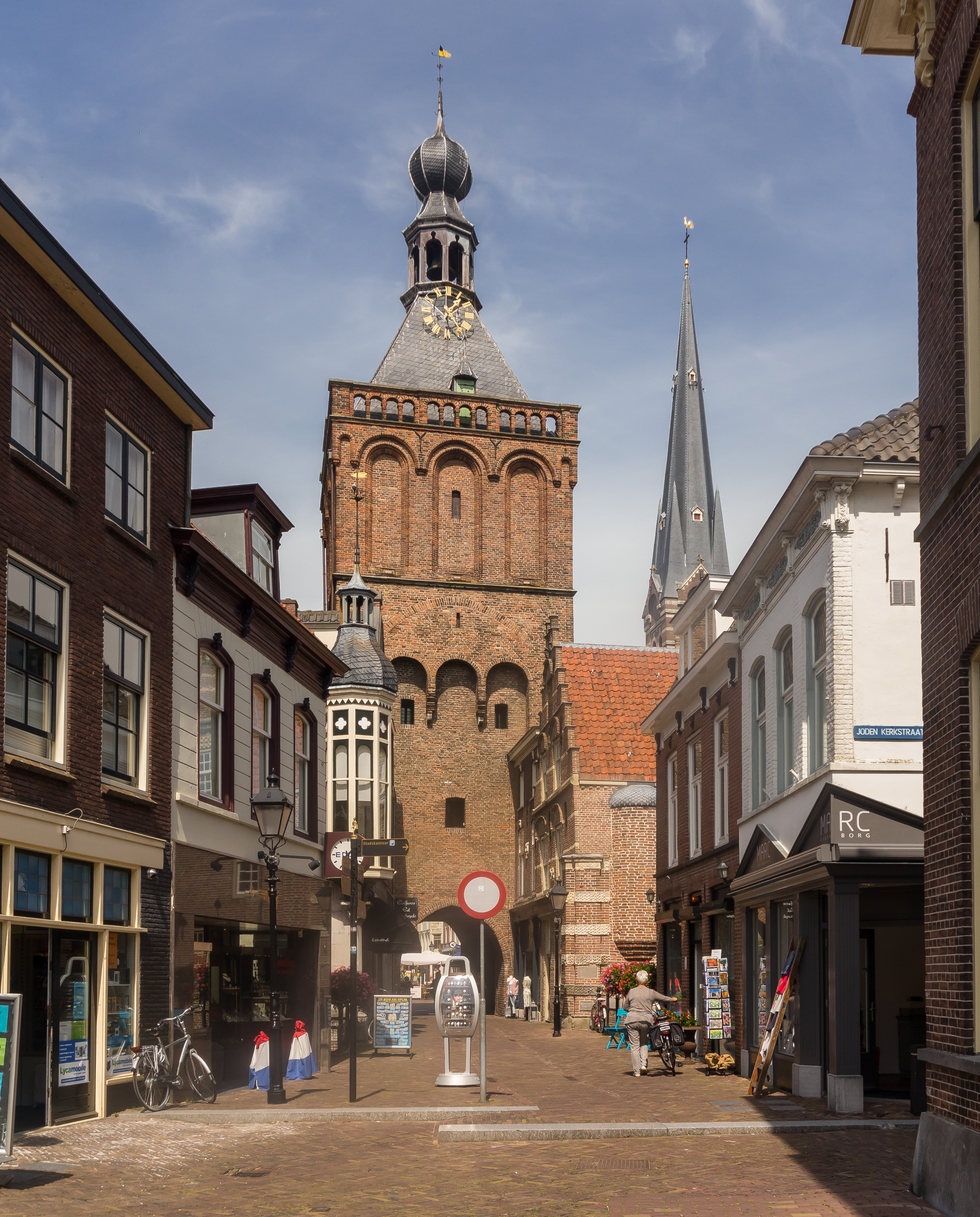
Міська брама de Binnenpoort
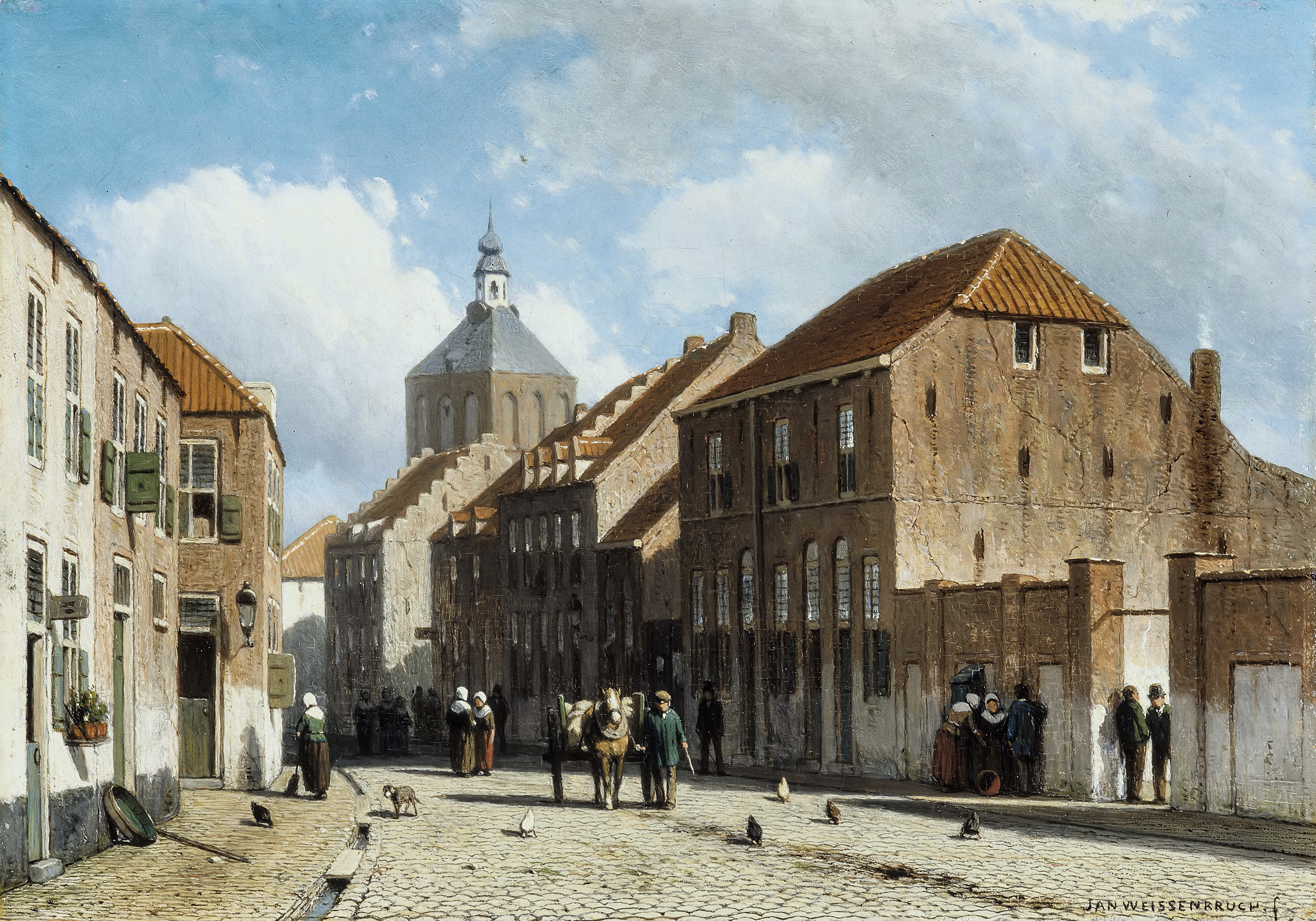
Кюлемборг, малюнок 1880 року
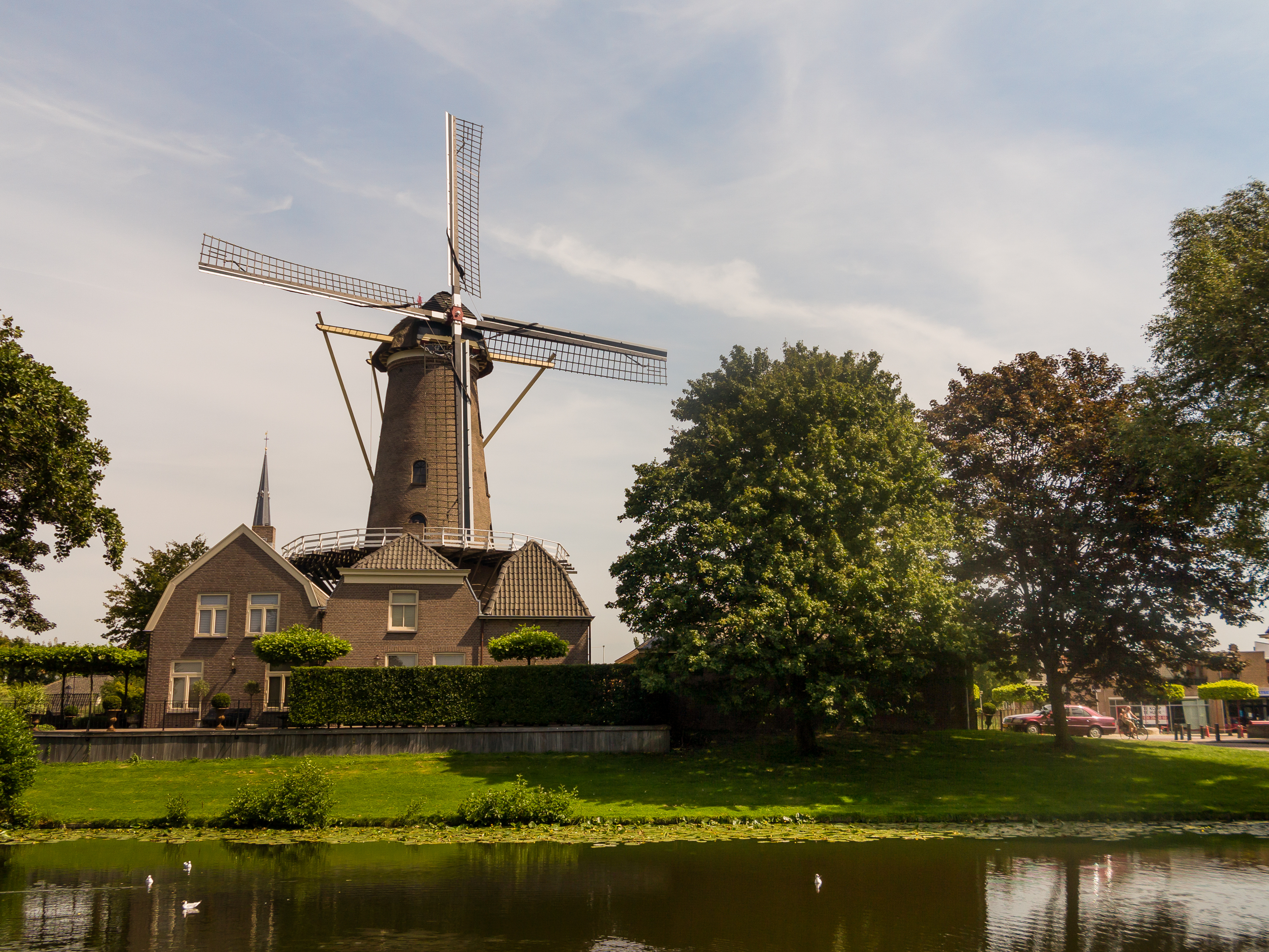
Вітряк molen de Hoop
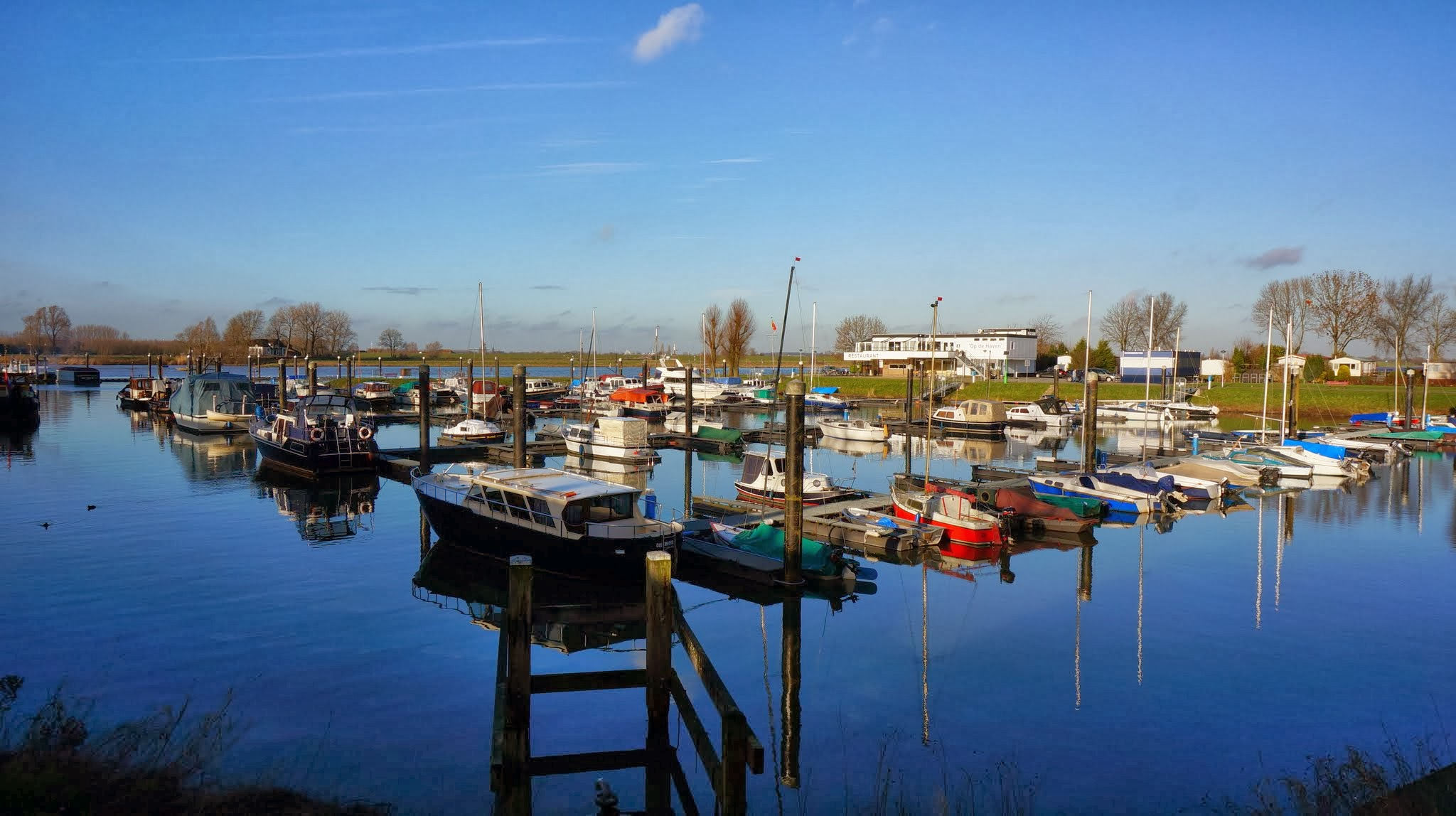